# Republic (Schiff, 1872)
Die Republic (I) war ein 1872 in Dienst gestelltes Passagierschiff der britischen Reederei White Star Line, das für den transatlantischen Passagierverkehr zwischen Liverpool und New York gebaut und als Royal Mail Ship geführt wurde. 1889 wurde das Schiff verkauft und 1910 in Italien verschrottet.

## Das Schiff
Das 3984 BRT große Dampfschiff Republic wurde bei Harland & Wolff im nordirischen Belfast gebaut und lief am 4. Juli 1871 vom Stapel. Das 128 Meter lange und 12,46 Meter breite, aus Eisen gebaute Passagier- und Postschiff war das letzte von vier Schwesterschiffen, mit der die 1869 von Thomas Ismay gegründete White Star Line ihren Passagier- und Postverkehr zwischen Großbritannien und Nordamerika eröffnete. Die Republic wurde von einer Kombination aus Dampf- und Segelkraft angetrieben war mit einem einzelnen Schornstein und einer Dampfmaschine ausgestattet, die auf eine Einzelschraube wirkte und eine maximale Geschwindigkeit von 14 Knoten ermögliche. Darüber hinaus war das Schiff mit vier Masten mit voller Takelage ausgestattet. Die komfortablen Passagierunterkünfte waren für 166 Passagiere Erster Klasse und 1000 Passagiere Dritter Klasse ausgelegt.
Die Schwesterschiffe der Republic waren die Oceanic (I), die Atlantic und die Baltic (I), die alle bereits 1871 in Betrieb genommen worden waren und einen Rauminhalt von je 3707 BRT hatten. Die Republic war mit 3984 BRT das größte der vier Schiffe.
Der Bau der Republic wurde am 21. Januar 1872 abgeschlossen und am 1. Februar legte sie in Liverpool zu ihrer Jungfernfahrt über Queenstown nach New York ab. Während dieser ersten Überfahrt geriet das Schiff in einen starken Sturm. Durch Seeschlag entstanden Schäden an den Aufbauten, zudem drang Wasser in Teile des Kesselraums ein. Ein losgerissenes Rettungsboot verletzte an Deck den Zweiten Offizier schwer.
Im Jahr 1885 kam es zu einer Kollision mit der Aurania der Cunard Line. Das Schiff blieb unverändert über 17 Jahre lang auf der Liverpool-New York-Route, bis es am 16. Januar 1889 letztmals für die White Star Line nach New York ablegte. Danach wurde sie an die Holland-America Line verkauft und in Maasdam (II) umbenannt. Der Dampfer wurde mit neuen Maschinen von G. Forrester & Co. aus Liverpool versehen und konnte fortan 150 Passagiere Erster Klasse, 60 Zweiter Klasse und 800 Dritter Klasse befördern. Am 15. März 1890 lief die Maasdam zu ihrer ersten Fahrt von Rotterdam über Boulogne-sur-Mer nach New York aus. 1899 wurde sie erneut umgebaut und hatte von da an nur noch eine Zweite und eine Dritte Klasse.
Am 6. März 1902 fand die letzte Abfahrt von Rotterdam nach New York für die Holland-America Line statt. Das Schiff wurde an italienische Eigner verkauft und in Vittoria umbenannt. Im selben Jahr ging es an die italienische Reederei La Veloce Navigazione Italiana a Vapore mit Sitz in Genua, für die es künftig unter dem Namen Citta di Napoli verkehrte. Am 30. September 1902 lief sie mit Platz für 1424 Passagiere Dritter Klasse erstmals in Genua über Neapel nach New York aus. Ihre 30. und letzte Überfahrt auf dieser Strecke begann am 27. April 1907. Im darauffolgenden Jahr wurde die ehemalige Republic zum Abbruch nach Genua verkauft und dort 1910 verschrottet.